# أكثر جنونا
أكثر جنوناً أو كرايزيار (بالإنجليزية: Crazier)‏ هي أغنية ريفية للفنانة الأمريكية تايلور سويفت. ظهرت الأغنية في هانا مونتانا: الفيلم كما ظهرت في الأسطوانة الموسيقية المتعلقة بالفيلم. تحوي الأغنية مزيجاً من موسيقى البالاد مع موسيقى البوب الريفي وتتحدث كلماتها عن الوقوع في الحب. غنت تايلور الأغنية بنفسها في الفيلم وقد أخذ ذلك المقطع من الفيلم ليصبح الفيديو كليب الرسمي للأغنية.
لقيت الأغنية نقداً جيداً، حيث وصفت بأنها أفضل أغنية في الأسطوانة. وحققت الأغنية مبيعات جيدة بشكل عام.

## وصلات خارجية
- الموقع الرسمي لـ هانا مونتانا: الفيلم